# Pagellus affinis
Pageot d'Arabie
Espèce
Statut de conservation UICN

 LC  : Préoccupation mineure
Pagellus affinis, communément appelé Pageot d'Arabie, est une espèce de poissons marins de la famille des Sparidae.

## Systématique
L'espèce Pagellus affinis a été décrite en 1888 par le zoologiste belgo-britannique George Albert Boulenger (1858-1937),.

## Répartition
Pagellus affinis se rencontre dans l'Ouest de l'océan Indien, depuis le golfe Persique jusqu'à Aden et les côtes nord de la Somalie. Cette espèce a également été mentionnée sur les côtes indiennes et celles du Pakistan. Pagellus affinis est présent jusqu'à 150 m de profondeur.

## Description
Pagellus affinis peut mesurer jusqu'à 37 cm de longueur totale. C'est une espèce omnivore à tendance carnivore.

## Étymologie
Son épithète spécifique, du latin affinis, « voisin, pareil, parent », fait référence à sa proximité avec l'espèce Pagellus erythrinus.

## Publication originale
- (en) G. A. Boulenger, « An Account of the Fishes obtained by Surgeon-Major A. S. G. Jayakar at Muscat, East Coast of Arabia », Proceedings of the Zoological Society of London, Londres, ZSL, vol. 1887, no 4,‎ 1888, p. 653–667 (ISSN 0370-2774, OCLC 1779524, BNF 32843178, DOI 10.1111/J.1469-7998.1887.TB08159.X, lire en ligne).